# Wilhelm Friedrich Georg Behn

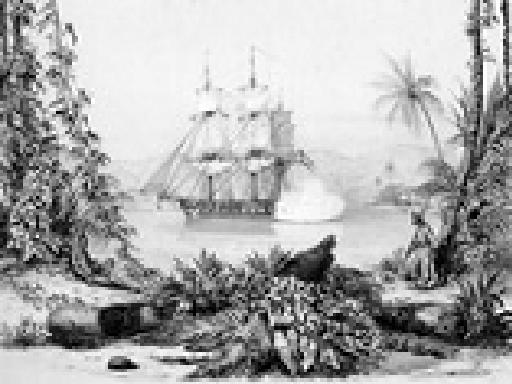
Fartyget Galathea vid Nicobaröarna 1846.

Wilhelm Friedrich Georg Behn, född 25 december 1808 i Kiel, död 14 maj 1878 i Dresden, var en dansk-tysk läkare och upptäcktsresande. Behn deltog i den första danska världsomseglingen åren 1845-1847 men lämnade expeditionen i förtid 1847.

## Biografi
Wilhelm Friedrich Georg Behn föddes i Kiel (då tillhörigt Danmark), han gick i skola i Hamburg och senare i Landesschule Pforta i Sachsen-Anhalt. År 1828 började Behn studera medicin vid Christian-Albrechts-Universität zu Kiel och Georg-August-Universität Göttingen. År 1832 promoverades han till medicine doktor, 1834 studerade han ytterligare 1 år i Paris. 1836 började han vid anatomiska inrättningen "Theatrum anatomicum" och Zoologiska museet i Kiel. År 1837 utnämndes han där till professor.
År 1845 värvades han till Galatheas forskningsexpedition som zoolog och anatom och den 24 juni 1845 lämnade korvetten Galathea hamnen i Köpenhamn, under resan insamlade han en stor mängd specimen som fördubblade Kiel museets totala samling. När ”Galathea” nådde Cobija den 22 februari 1847 beslutade Behn att lämna expeditionen för att ta sig till östkusten landvägen. Tanken var att åter ansluta sig till expeditionen i Argentina, när Behn slutligen nådde östkusten hade Galathea redan fortsatt sin resa och Behn återvände till Europa 1848 på egen hand.
Efter hemkomsten utnämndes han 1848 till ordinarie professor i anatomi och zoologi i Kiel och 1865 utnämndes han till föreståndare för universitetet, han innehade tjänsten till 1867. Efter att Provinsen Schleswig-Holstein grundades i oktober 1867 efter Andra schleswigska kriget flyttade Behn till Dresden och utnämndes där 1869 till föreståndare för vetenskapsakademin Leopoldina. År 1870 tillträdde han som akademins 14:e president.